# 蘇霍季爾 (佩列梅什利亞內區)
49°37′10″N 24°10′13″E / 49.61944°N 24.17028°E
蘇霍季爾（烏克蘭語：Суходіл），是烏克蘭西部的村莊，隸屬利維夫州的利維夫區。該村處於蘇霍季爾卡河畔，始建於1440年，面積3.28平方公里，海拔高度300米，2001年人口542。